# Cambados

Cambados è un comune galiziano di 13 721 abitanti situato nella Galizia, in provincia di Pontevedra.
Città natale del poeta in lingua gallega Ramón Cabanillas (1876–1959).
Eletta capitale europea del vino anno 2017.